# Peter Angerer
Peter Angerer, född 14 juli 1959 i Siegsdorf, Bayern, är en tysk tidigare skidskytt. Han har numera en längdåkningsskola i Ruhpolding.

## Meriter

### Olympiska vinterspel
- 1980: Stafett – brons
- 1984: 
  - Distans – guld
  - Sprint – silver
  - Stafett – brons
- 1988: Stafett – silver

### Världsmästerskap
- 1981: Stafett  – silver
- 1983: 
  - Sprint – silver
  - Distans – brons
- 1985: Stafett – brons
- 1987: Stafett – brons

### Världscupen
- Världscupen totalt
  - 1983: 1:a
  - 1984: 2:a
  - 1986: 2:a
- Världscuptävlingar: 5 segrar